# Levisticum
Genre
Classification phylogénétique
Levisticum est un genre de plantes à fleurs de la famille des Apiaceae. Il n'y a qu'une seule espèce reconnue dans ce genre: la livèche (Levisticum officinale) ou ache des montagnes. C'est une plante herbacée indigène en Iran et en Afghanistan, mais elle s'est vite naturalisée en Europe et en Amérique du Nord.

## Caractéristiques
Le genre Levisticum regroupe des plantes herbacées vivaces, atteignant 2 mètres de hauteur, et dégageant une forte odeur de céleri. Les tiges sont creuses et cannelées. Les feuilles sont découpées et dentées et elles peuvent atteindre 70 cm de longueur.
La floraison est une ombelle composée de 10 à 20 fleurets. Les fleurs sont jaune verdâtre et apparaissent en été.

## Liste d'espèces
- Levisticum officinale W.D.J.Koch - la livèche